# Ricardo Blázquez

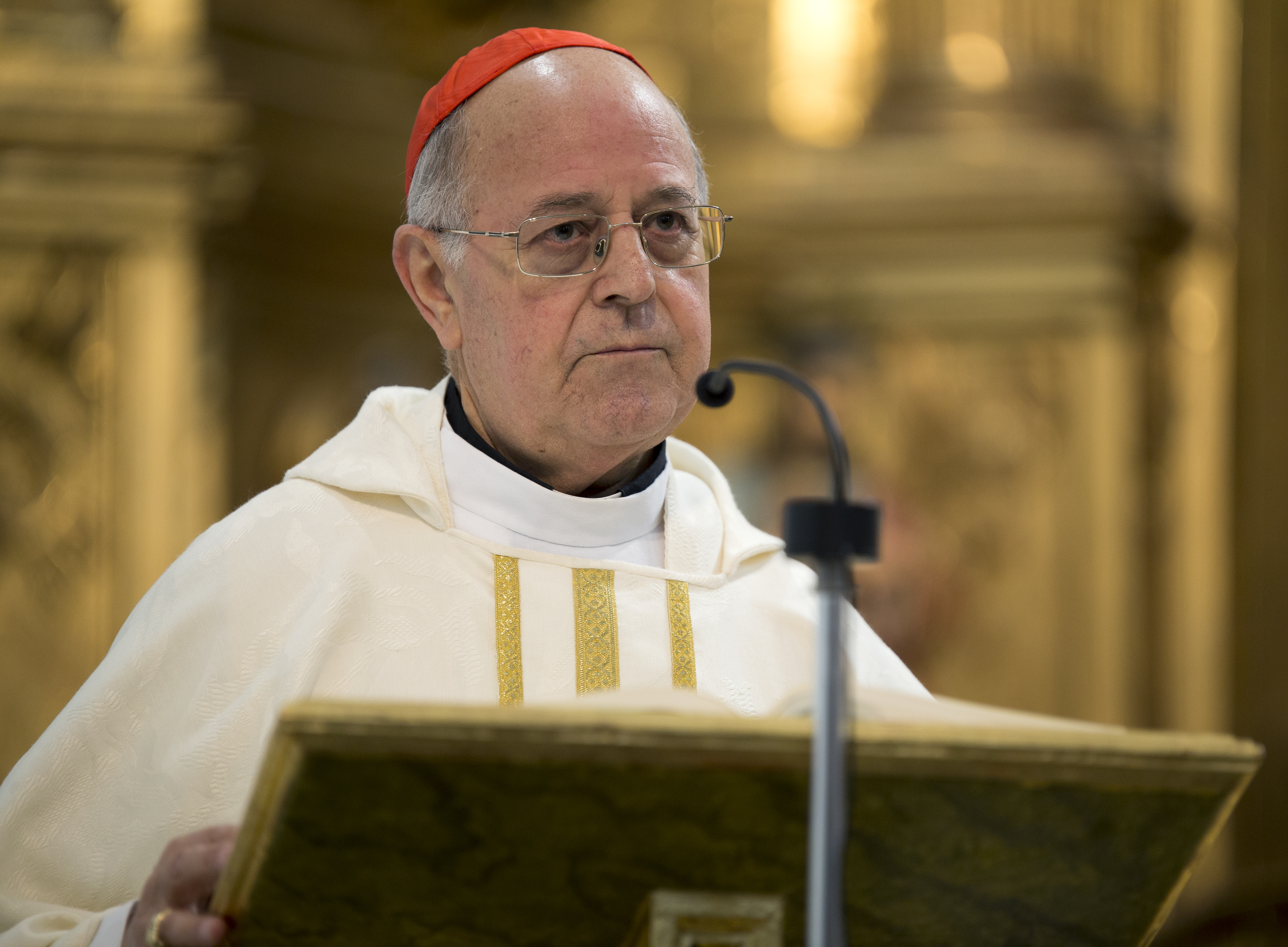
Ricardo Kardinal Blázquez Pérez (2016)

Kardinalswappen von Ricardo Blázquez

Ricardo Kardinal Blázquez Pérez [riˈkaɾðo ˈβlaθkeθ ˈpeɾeθ] (* 13. April 1942 in Villanueva del Campillo) ist ein spanischer Geistlicher und emeritierter römisch-katholischer Erzbischof von Valladolid. Von 2005 bis 2008 und von 2014 bis 2020 war er Vorsitzender der Spanischen Bischofskonferenz.

## Leben
Nach seiner Schulausbildung studierte Blázquez Katholische Theologie und wurde am 18. Februar 1967 zum Priester geweiht. Im Anschluss studierte er an der Päpstlichen Universität Gregoriana, an der er 1972 in Theologie promovierte. Blázquez dozierte von 1974 bis 1988 Theologie an der Päpstlichen Universität Salamanca und war von 1978 bis 1981 zudem Dekan der theologischen Fakultät.
Am 8. April 1988 ernannte ihn Papst Johannes Paul II. zum Weihbischof von Santiago de Compostela und gleichzeitig zum Titularbischof von Germa in Galatia. Die Bischofsweihe erhielt er am 29. Mai 1988 durch den Erzbischof von Santiago de Compostela
Antonio María Rouco Varela. Mitkonsekratoren waren der Erzbischof von Madrid, Kardinal Angel Suquía Goicoechea, und der Apostolische Nuntius in Spanien, Erzbischof Mario Tagliaferri.
Am 26. Mai 1992 wurde er zum Bischof von Palencia ernannt. Seit 8. September 1995 bekleidete er das Amt des Bischofs von Bilbao, bis er am 13. März 2010 von Papst Benedikt XVI. zum Erzbischof von Valladolid berufen wurde. Die Amtseinführung fand am 17. April desselben Jahres statt. Von 2000 bis 2004 war Blázquez Großkanzler der Päpstlichen Universität Salamanca.
Von 2005 bis 2008 war er Vorsitzender der Spanischen Bischofskonferenz und galt in den Reihen des spanischen Episkopats als Vertreter des liberalen Flügels. Am 4. März 2008 wurde er nach einer Amtszeit als Vorsitzender der Bischofskonferenz abgewählt. Nachfolger war sein Amtsvorgänger, der Erzbischof von Madrid, Antonio María Rouco Varela, gegen den er sich 2005 in einer Kampfabstimmung durchgesetzt hatte. Von 2014 bis 2020 hatte Blázquez den Vorsitz erneut inne. Als Vorsitzender der Spanischen Bischofskonferenz nahm er im Oktober 2014 an der dritten außerordentlichen und im Oktober 2015 an der 14. ordentlichen Generalversammlung der Bischofssynode teil.
Im feierlichen Konsistorium vom 14. Februar 2015 nahm ihn Papst Franziskus als Kardinalpriester mit der Titelkirche Santa Maria in Vallicella in das Kardinalskollegium auf.
Am 17. Juni 2022 nahm Papst Franziskus sein altersbedingtes Rücktrittsgesuch an.

## Mitgliedschaften
Ricardo Blázquez war Mitglied folgender Organisationen der Römischen Kurie:
- Kongregation für die Glaubenslehre (2015–2022)[5]
- Kongregation für die orientalischen Kirchen (2015–2022)[6]
- Kongregation für die Institute geweihten Lebens und für die Gesellschaften apostolischen Lebens (2014[7], als Kardinal neu ernannt 2019[8] bis 2022)
- Päpstlicher Rat für die Kultur (2015–2022)[5]
- Güterverwaltung des Apostolischen Stuhls (2016–2022)[9]
- Kongregation für den Gottesdienst und die Sakramentenordnung[10]

## Werke (Auswahl)
- Die neukatechumenalen Gemeinschaften. Ein Weg der Einführung in den christlichen Glauben, Madrid, 1985